# Cryptus spinosus
Cryptus spinosus är en stekelart som beskrevs av Johann Ludwig Christian Gravenhorst 1829. Cryptus spinosus ingår i släktet Cryptus och familjen brokparasitsteklar. Arten är reproducerande i Sverige.

## Underarter
Arten delas in i följande underarter:
- C. s. nigrinus
- C. s. corsicator